# Pištcovití
Pištcovití (Pachycephalidae) představují čeleď pěvců.

## Systematika
Čeleď Pachycephalidae zahrnuje následujících pět rodů, přičemž jejich zástupci nesou české rodové jméno pištec:
- rod Colluricincla Vigors & Horsfield, 1827
- rod Coracornis Riley, 1918
- rod Melanorectes Sharpe, 1877
- rod Pachycephala Vigors, 1825
- rod Pseudorectes Sharpe, 1877

Pištcovití představovali taxonomicky zvlášť problematickou čeleď a nástup molekulární fylogenetiky ve 21. století výrazně proměnil jejich vymezení oproti tradičnímu systému, zahrnujícího proměnlivý počet více než deseti rodů. Například monografie Grzimek's Animal Life Encyclopedia z roku 2003 hodnotí v rámci čeledi Pachycephalidae tři největší rody Pachycephala, Colluricincla a Pitohui, k nimž se přidružovaly vesměs monotypické rody Aleadryas, Rhagologus, Hylocitrea a Coracornis, jindy zahrnuté v rámci rodu Pachycephala, stejně jako další, opět vesměs monotypické rody Oreoica, Falcunculus, Eulacestoma a Pachycare, resp. i novozélandské rody Mohoua a Turnagra.
Naproti tomu současný (2024) systém rody Eulacestoma, Rhagologus, Falcunculus, Hylocitrea a Mohoua pokládá za jediné zástupce samostatných monotypických čeledí, rody Aleadryas a Oreoica pak sdružuje v rámci čeledi Oreoicidae, výrazná proměna postihla i rod jedovatých pištců Pitohui, jenž se ukázal býti polyfyletickým, a proto byly jeho druhy rozděleny mezi několik různých rodů v rámci několika čeledí. Čeleď Pachycephalidae v tomto ohledu reprezentují rody Melanorectes a Pseudorectes, zatímco „okleštěný“ rod Pitohui je řazen v rámci čeledi Oriolidae.
Pištcovití představují jednu z nejrozšířenějších ptačích čeledí Indo-Pacifiku. Předkové jejich korunové skupiny pravděpodobně pocházejí z Austrálie nebo Nové Guineje, evoluci této skupiny provázely několikanásobné kolonizace souostroví napříč Melanésií, Wallaceou a Filipínami. Molekulárně-fylogenetická studie z roku 2019 pištcovité sdružuje s čeleděmi Psophodidae, Eulacestomatidae, Falcunculidae, Oreoicidae, Paramythiidae, Vireonidae a Oriolidae v rámci kladu Orioloidea.

## Charakteristika

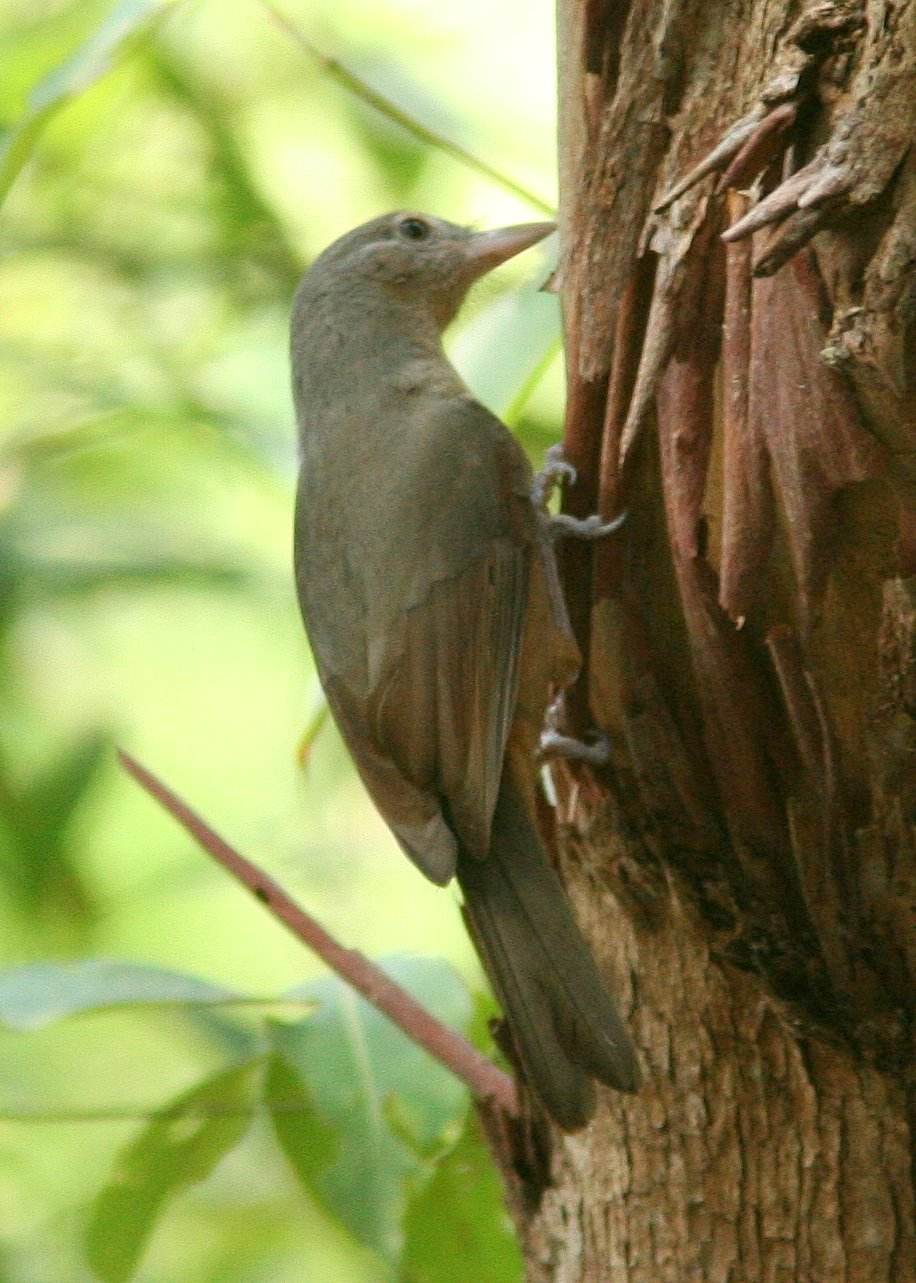
Pištec Colluricincla rufogaster

Pištcovití představují středně velké pěvce vejčitého profilu těla s širokými zaoblenými křídly. Největším zástupcem je pištec rezavý (Pseudorectes ferrugineus), jenž může měřit až 28 cm. Robustní postava s nápadně zakulacenou hlavou těmto ptákům vynesla anglické jméno „thickheads“ („tlustohlavci“). Zobák je u většiny druhů spíše středně dlouhý, avšak mohutný a s háčkovitou špičkou, jež napomáhá úchopu kořisti. Opeření je spíše nevýrazné, dominují různé odstíny hnědé, rezavé, šedé a olivové, někdy se objevuje kontrastní černo-bílý (případně žlutý) vzor. V rámci zbarvení mohou pištci vykazovat pohlavní dvojtvárnost, s pestřejším opeřením v případě samců. Výrazné excesivní znaky, jako například okrasná pera, v jejich případě většinou scházejí, například samci pištců holokrkých (Pachycephala nudigula) se nicméně mohou pyšnit výraznou barevnou nažinou na hrdle.
Pištcovití se vyskytují především v různých zalesněných stanovištích, od deštných pralesů po krajinu otevřenějšího charakteru. Hlavní součást jejich potravy tvoří hmyz a jiní bezobratlí, někdy se mohou přiživit i plody, větší zástupci zabíjejí ještěrky, žáby a jiné drobnější obratlovce. Zástupci rodu Colluricincla se krmí na zemi, zatímco pro rod Pachycephala je charakteristická obživa ve stromoví. Během období hnízdění bývají pištcovití silně teritoriální, a to v případě obou pohlaví; území si vymezují výbušným hlasitým zpěvem. Mimo hnízdní sezónu jde spíše o samotářsky žijící ptáky, typicky stálé. Výjimkou je australský pištec rezavobřichý (Pachycephala rufiventris), jehož populace na jihovýchodě Austrálie podnikají pravidelné migrace. Hnízda pištců jsou miskovitá, umístěná do horizontálních vidlic větví, druhy z rodu Colluricincla však mohou hnízdit i na zemi či ve vhodné dutině. Na stavbě hnízda, inkubaci i péči o mláďata se podílí jak samec, tak samice. Snůška činí 2 až 3 vejce, jež jsou inkubována 15 až 19 dní. Opeření proběhne za 10 až 12 dní, mláďata však zhruba další dva měsíce využívají péči svých rodičů.